# نيكولاي إيفان
نيكولاي إيفان (بالرومانية: Nicolae Ivan)‏ هو سياسي روماني، ولد في 17 مايو 1855، وتوفي في 3 فبراير 1936 في كلوج نابوكا في رومانيا. انتخب عضو مجلس شيوخ رومانيا ‏.